# Чернігівський автозавод
ПрАТ «Чернігівський автозавод» (ЧАЗ) — одне з наймолодших українських автобусобудівних підприємств України, розташоване в місті Чернігів, проспект Миру, 312.

## Історія
«Чернігівський автозавод» — підприємство зовсім молоде (перший автобус 10.09.2003 р.), хоча має давній родовід. Автобусне підприємство було створено на базі підприємства «Чернігівавтодеталь», яке у 1970—1980-х роках випускало автобуси «Черніговець», а наприкінці 1990-х років було одним з найбільших збирачів автомобілів ГАЗ в Україні. Але основний профіль чернігівських автобудівників — це карданні вали та інші автозапчастини. Про успіхи на цьому поприщі свідчить навіть той факт, що в 90-х роках Чернігівські вали за допомогою барона[джерело?] фон Натузіуса поставлялися навіть на[уточнити] Volkswagen Group.
Зараз «Чернігівавтодеталь» входить до складу багатопрофільної корпорації «Еталон», яка зробила бізнес з виробництва автобусів одним із пріоритетних. Як повідомив Президент Корпорації «Еталон» Володимир Бутко, до складу корпорації входить:
- «Чернігівавтодеталь».
- «Бориспільський автозавод» (БАЗ) с. Проліски.
- «Чернігівський автозавод» (ЧАЗ).
- «Чернігівський ковальський завод».
- «Український кардан» (займається тільки виробництвом карданних валів).
- «Чернігівська деревообробна компанія» (виробляє невеликий сегмент деревообробної продукції).
- «Український контейнер».

Корпорація «Еталон» веде дуже активну будівельну діяльність: офісно-складський комплекс в місті Вишневе, бізнес-центр у Чернігові, бізнес-центр у Тернополі, експериментальний корпус у Львові. Корпорація «Еталон» інвестувала у 2006 році в розвиток своїх проектів близько 40-50 млн. ₴. Ключовим об'єктом стало будівництво нового кузовного цеху на ЧАЗі.
З появою нового виробничого комплексу, ЧАЗ вийшов на щомісячний випуск 150 автобусів. За словами Володимира Бутка, у 2007 році на ЧАЗі планувалось випустити понад 1800 автобусів. Чернігову відведена роль виробничого майданчика нової моделі ЧАЗ-А074, чиє виробництво стартувало вже у березні. У 2007 році розпочалося виробництво і моделі середнього класу «Еталон А142» в селищі Проліски.
Складальний проект «Еталон» (на території «Брянського ремзаводу») у Росії в Брянську, за словами Володимира Бутка, себе вичерпав і ведуться пошуки ділянки чи підприємства, де б корпорація «Еталон» змогла самостійно побудувати складальне виробництво.
«Еталон» має намір не тільки займатися виробництвом, а й інвестувати кошти у створення власної школи автобусобудування. Для цих цілей у Львові створять окремий корпус для потреб науково-дослідного інституту.
Активні дії корпорації «Еталон» вже призвели до відчутних результатів. За словами Президента корпорації, їй вдалося досягти 43 % ринку автобусів в Україні. У січні 2007 року «Еталон» зайняв 1-е місце в Україні, відтіснивши «Богдан» і ПАЗ.
Китайський виробник двошарових конденсаторів Shanghai Aowei Technology Development Co. зацікавлений у створенні об'єднаної виробничої бази з виготовлення електробусів на ПрАТ «Чернігівський автозавод» (ЧАЗ) корпорації «Еталон», повідомляє прес-служба Чернігівської міськради.
Впродовж 2014 року Чернігівським автозаводом було випущено 340 автобусів із 440, що були випущені корпорацією «Еталон». Було оновлено модельний ряд автобусом А08129 «Троянда». Цей новий автобус відповідає стандарту Євро-5. Машина буде їздити на газі, за одну поїздку долаючи до 360 км.
У грудні 2020 р. було продемонстровано  першу модель трамвая, зібраного на Чернігівському автозаводі.

## Виробництво на ЧАЗі

Контора підприємства

Чернігівський автозавод займає 14 га, з 46 га, на яких знаходиться «Чернігівавтодеталь». Перший автобус з конвеєра ЧАЗа зійшов 19 вересня 2003 року. Виробничі площі займають близько 18 тис. м².
Технологія, за якою на ЧАЗі будують автобуси, досить традиційна, хоча і має свою специфіку.
В Чернігові випускають такі види автобусів: БАЗ-2215 «Дельфін» на шасі ГАЗ-3302, БАЗ-А079 на шасі індійської «Тата», ЧАЗ-А074 «Чорнобривець» та ЧАЗ-А083.10 «Мак» на китайському шасі FAW. Відповідно, до Чернігова надходять шасі, на базі яких потім створюють автобуси. Володимир Бутко відзначає, що для «Дельфінів» вони змушені купувати не автобусне шасі, а фактично готову «Газель» у виконанні шасі, зрізати з неї кабіну і лише потім приступати до виробництва автобусів.
У новому кузовному цеху готується автобусний каркас, до того ж він дозволяє будувати каркаси під будь-які типи автобусів, аж до двоповерхових. Ця інвестиція дозволить ЧАЗу приступити до освоєння виробництва моделей середнього та великого класів.
Кузов автобуса перевантажують на візки і відправляють в малярний цех, де він набуває свій остаточний вигляд. Потім його шлях лежить в складальний цех.
У «збірці» на конвеєрної лінії народжується вже готовий автобус, який після випробувань надходить на склад готової продукцію.
В березні 2007 року з конвеєра ЧАЗ зійшов 2000-й автобус БАЗ-22154 «Дельфін», який був переданий замовнику.
У 2010 році підприємство приступило до виробництва першого чернігівського тролейбуса. У 2011 році, до Дня Незалежності — підприємство виготовило першу одиницю, з назвою БКМ 321 і передало його місту..
У 2018 році був представлений новий міський низькопідлоговий автобус корпорації «Еталон». За традицією концерну, 12-метровий низькопідлоговий міський автобус отримав «квіткове» назву — Еталон А12210 «Астра». Автобус-прототип випущений Чернігівським автозаводом корпорації, а розробка його конструкція відбулася у Львові, де перебуває конструкторський підрозділ концерну «Еталон» — НДІ автомобілебудування ТОВ «Чернігівський автозавод». Новий автобус розроблений на базі кузова тролейбуса Еталон Т12110 «Барвінок», який випускається вже кілька років. На основі базової моделі автобуса і тролейбуса у 2018 році інженерами корпорації «Еталон» розпочалася розробка зчленованих 18-метрових тролейбусів з автономним ходом і електробусів.
|                    |          |                       |                          |
| ЧАЗ-2215 «Дельфін» | ЧАЗ-А079 | ЧАЗ-А081.10 «Волошка» | Еталон Т12110 «Барвінок» |

У 2019 році завод випустив і сертифікував для європейського ринку міжміський автобус моделі Еталон-А08432 «Тюльпан» та міський автобус Еталон А12210 «Астра». Автобус побудований на базі шасі і агрегатів «DAF» і відповідає екологічному стандарту «Євро-6».
У грудні 2019 року корпорація «Еталон» представила власний проєкт трамвайного вагона, який буде випускати на Чернігівському автомобільному заводі. З огляду на катастрофічне становище з рухомим складом трамваїв і низькі темпи оновлення, корпорація «Еталон» ухвалила рішення запропонувати містам власну розробку частково низькопідлогового трамвая на базі наявних візків Tatra T3.. З огляду на особливості їх конструкції, зробити повністю низькопідлоговий такий трамвай не вдасться, але це буде комфортний і зручний вагон. Розробляти нову модель трамвая буде власний науково-дослідний інститут корпорації «Еталон», а виробництво буде налагоджено у Чернігові.
| Роки випуску                  | 2007 | 2008 | 2009 | 2010 | 2011 | 2012 | 2013 | 2014 | 2015 | 2016 | 2017 | 2018 |
| ----------------------------- | ---- | ---- | ---- | ---- | ---- | ---- | ---- | ---- | ---- | ---- | ---- | ---- |
| Кількість випущених автобусів | 1241 | 1302 | 82   | 310  | 571  | 169  | 281  | 185  | 254  | 3    | 178  | 188  |

## Меценатство
Корпорація «Еталон» зарекомендувала себе в Чернігові не тільки як потужний[уточнити] інвестор, а й як партнер міської влади. На засоби «Еталон» у Чернігові побудують[коли?] кілька об'єктів соціальної сфери, а під час урочистостей медичних закладів міста було передано 4 автобуси «Швидкої допомоги» та 6 легкових автомобілів.[джерело?]